# Gefell

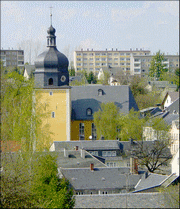
Blick auf Gefell

Gefell ist eine Landstadt und Gemeinde im Saale-Orla-Kreis in Thüringen.

## Geographie
Gefell liegt im Südostthüringischen Schiefergebirge. Die Böden sind vorwiegend aus quarzisch gebändertem Tonschiefer und Quarzsandsteinen hervorgegangen. Quellmulden sowie schmale Tallagen der Bäche sind typische Grünlandstandorte. Ackerbau ist auf plateauartigen Geländerücken, welligen Ebenen und Flachhängen begünstigt. Auf sonstigen Lagen überwiegt die forstliche Nutzung.

### Geographische Lage
Das Stadtgebiet von Gefell liegt am Dreiländereck von Thüringen, Sachsen und Bayern und erstreckt sich von diesem Punkt aus etwa 15 Kilometer nach Westen bis in die Nähe des Bleilochstausees. Das Stadtgebiet nimmt dabei auf durchschnittlich drei Kilometer Breite die Höhenlagen nördlich und östlich des Bogens ein, den die obere Saale in dieser Region beschreibt. Durch das Stadtgebiet fließen einige kleine Bäche nach Süden der Saale zu, darunter der Ehrlichbach, welcher die Altstadt Gefells durchfließt. Der Tannbach bildet im Südosten die Grenze zu Bayern. Höchste Erhebung der Region ist der 653 m hohe Rosenbühl nördlich der Stadt an der Grenze zu Tanna.

### Stadtgliederung
Die Stadt Gefell besteht neben der Kernstadt aus den bis Ende 1996 selbstständigen Gemeinden Blintendorf, Dobareuth, Frössen, Gebersreuth (mit Haidefeld, Straßenreuth und Mödlareuth) sowie Göttengrün und Langgrün als Stadtteilen.
Haidefeld liegt östlich der Kernstadt an der Grenze zu Sachsen. Gebersreuth und Straßenreuth sind im Südosten zu finden, wobei letzteres die dem Dreiländereck am nächsten gelegene Siedlung ist. Gebersreuth und südlich davon Mödlareuth liegen am Tannbach, wobei dieser bei Mödlareuth die Grenze zu Bayern bildet und den Ort in einen thüringischen Westen und einen bayerischen Osten teilt. Südlich der Kernstadt und wie diese am Ehrlichbach gelegen, befindet sich Dobareuth. Im Nordwesten grenzt Göttengrün an die Kernstadt. Weiter westlich folgt Blintendorf und schließlich ganz im Westen Langgrün und Frössen.

### Nachbargemeinden
| Saalburg-Ebersdorf     | Tanna                                       | Tanna                                      |
| Bad Lobenstein         | Kompassrose, die auf Nachbargemeinden zeigt | Weischlitz (Vogtlandkreis (Sachsen))       |
| Rosenthal am Rennsteig | Hirschberg                                  | Feilitzsch, Töpen (Landkreis Hof (Bayern)) |

Angrenzende Gemeinden sind Rosenthal am Rennsteig, die Städte Bad Lobenstein, Hirschberg und Tanna im Saale-Orla-Kreis, Burgstein und Weischlitz im sächsischen Vogtlandkreis sowie Feilitzsch und Töpen im bayerischen Landkreis Hof.

## Geschichte
Die ersten urkundlichen Erwähnungen des Ortes waren 1211 und am 28. Februar 1303, als Stadt am 9. Juni 1395. Die Stadt Gefell und das zugehörige Dorf Blintendorf gehörten als Exklaven zum sächsisch-albertinischen Amt Plauen (Vogtländischer Kreis). Nach dem Wiener Kongress waren die beiden Orte von 1815 bis 1944 Exklaven des preußischen Landkreises Ziegenrück, der innerhalb der Provinz Sachsen selbst eine Exklave war. Grund dieser außergewöhnlichen Verwaltungsart war wohl die Vermählung von Markgraf Friedrich der Freidige und Elisabeth, der vierzehnjährigen Tochter seiner Stiefmutter aus der Verbindung mit Otto von Lobdeburg-Arnshaugk am 24. August 1300. Die junge Frau brachte Neustadt/Orla, Auma und Ziegenrück in die Ehe ein. Der Vormund Elisabeths, der Reuße Heinrich von Plauen, erhielt von Friedrich zur Schuldenbegleichung Triptis, Auma und Ziegenrück als Unterpfand für die Summe von 3000 Schock Meißner Groschen. Am 9. Juni 1395 verkaufte Heinrich von Plauen „sein Städtchen“ Gefell („Gevelle)“ für 50 Schock Freiberger Groschen wiederkäuflich an Markgraf Wilhelm I. zu Meißen. Nach dem Tod Wilhelms I. 1407 fiel Gefell („Gevelle“) nach Erbstreitigkeiten zwischen den  Wettinern 1410 mit dem Naumburger Vertrag an Landgraf Friedrich IV. den Jüngeren. Nach dessen Tod fiel Gefell an seine Cousins, die Brüder Friedrich II. und Wilhelm III. und mit der Leipziger Teilung an Ernst, Kurfürst und Herzog von Sachsen.
Die Einwohner von Gefell werden von Auswärtigen als „Ußßen“ bezeichnet, oder nennen sich teilweise selbst so, wie im Beispiel des Ußßenhausener Karnevals.
Im Rahmen der Thüringer Gemeindeneugliederung wurden mit Wirkung vom 1. Januar 1997 die Stadt Gefell und die Gemeinden Blintendorf, Dobareuth, Frössen, Gebersreuth, Göttengrün und Langgrün aufgelöst. Aus dem Gebiet der aufgelösten Gemeinden wurde eine neue Gemeinde gebildet, die den Namen Gefell führt und berechtigt ist, die Bezeichnung „Stadt“ zu führen.

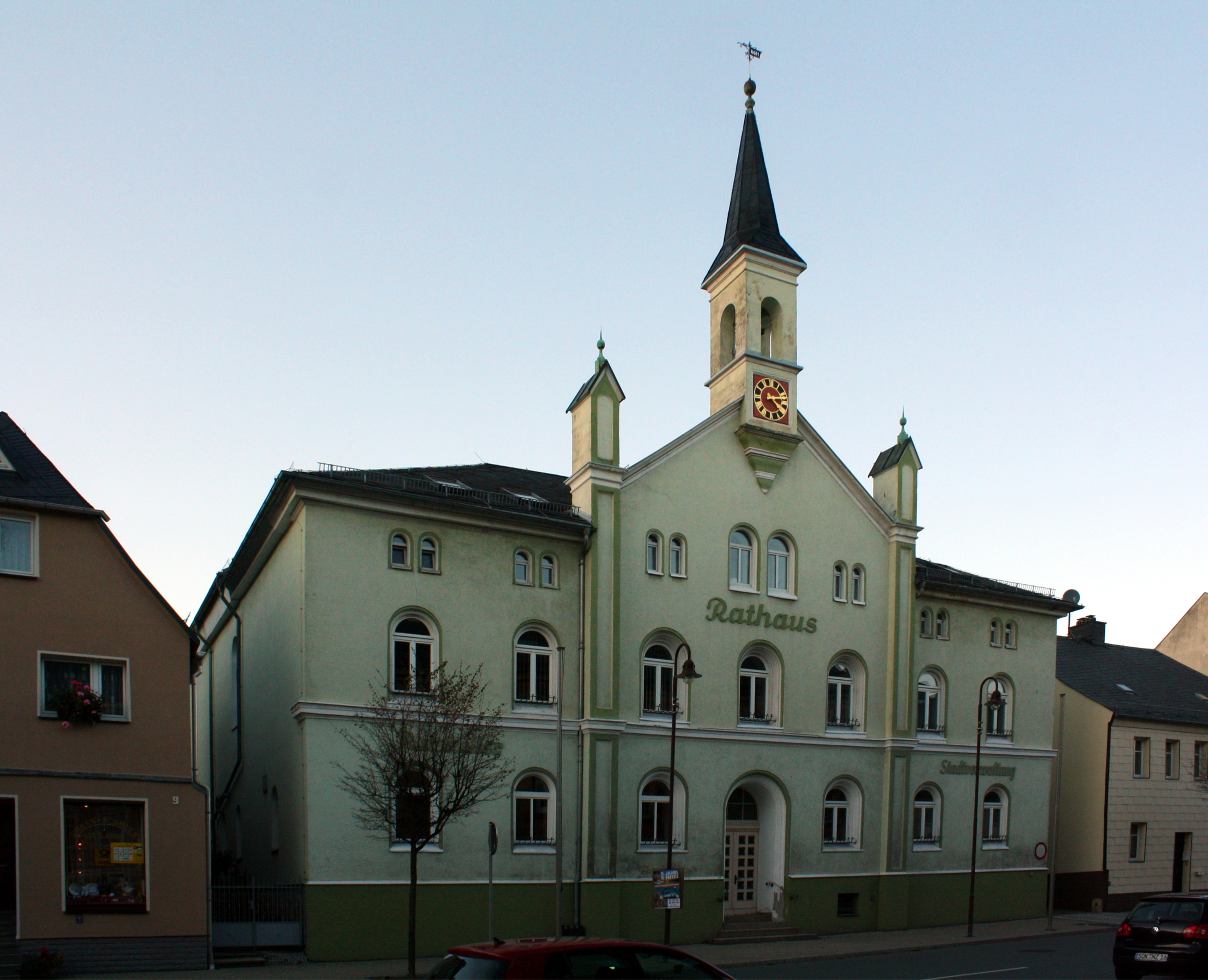
Rathaus Gefell

### Einwohnerentwicklung
| - 1833: 1.319 - 1933: 1.515 - 1939: 1.553 - 1994: 1.487 - 1995: 1.506 - 1996: 1.468 - 1997: 3.056 | - 1998: 3.034 - 1999: 3.033 - 2000: 3.014 - 2001: 2.928 - 2002: 2.870 - 2003: 2.825 - 2004: 2.839 | - 2005: 2.827 - 2006: 2.779 - 2007: 2.792 - 2008: 2.747 - 2009: 2.708 - 2010: 2.675 - 2011: 2.629 | - 2012: 2.584 - 2013: 2.566 - 2014: 2.498 - 2015: 2.508 - 2016: 2.491 - 2017: 2.465 - 2018: 2.468 | - 2019: 2.477 - 2020: 2.465 - 2021: 2.461 - 2022: 2.415 - 2023: 2.390 |

 Datenquelle ab 1994: Thüringer Landesamt für Statistik

## Politik

### Stadtrat
Die Kommunalwahl am 26. Mai 2024 führte zu den in nebenstehenden Diagrammen dargestellten Ergebnissen:
| Parteien und Wählergemeinschaften | Parteien und Wählergemeinschaften                                    | Prozent 2024 | Sitze 2024 | Prozent 2019 | Sitze 2019 | Prozent 2014 | Sitze 2014 | Prozent 2009 | Sitze 2009 |
| --------------------------------- | -------------------------------------------------------------------- | ------------ | ---------- | ------------ | ---------- | ------------ | ---------- | ------------ | ---------- |
| VUB/CDU                           | Vereinigung unzufriedener Bürger / Christlich Demokratische Union    | 34,4         | 5          | 39,7         | 5          | 56,3         | 8          | –            | –          |
| FWG/IG/BI                         | Freie Wählergemeinschaft/IG Hochwasserschutz/BI „Lebenswerte Stadt“1 | 26,5         | 4          | 34,4         | 5          | 21,4         | 3          | 20,9         | 3          |
| Naturfreunde/proVOGTLANDschaft    | Naturfreunde/proVOGTLANDschaft e. V.                                 | 21,5         | 3          | –            | –          | –            | –          | –            | –          |
| FWE                               | Freie Wählergemeinschaft Einheitsgemeinde                            | 17,5         | 2          | 20,6         | 3          | 16,5         | 2          | 19,3         | 3          |
| LINKE                             | Die Linke                                                            | –            | –          | 5,3          | 1          | 5,8          | 1          | 5,4          | 1          |
| CDU                               | Christlich Demokratische Union Deutschlands                          | –            | –          | –            | –          | –            | –          | 22,4         | 3          |
| VUB                               | Vereinigung Unzufriedener Bürger                                     | –            | –          | –            | –          | –            | –          | 16,3         | 2          |
| AL/UBV                            | Alternative Liste/Unabhängige Bürgervertretung                       | –            | –          | –            | –          | –            | –          | 15,7         | 2          |
| Gesamt                            | Gesamt                                                               | 100          | 14         | 100          | 14         | 100          | 14         | 100          | 14         |
| Wahlbeteiligung                   | Wahlbeteiligung                                                      | 67,0 %       | 67,0 %     | 62,8 %       | 62,8 %     | 61,1 %       | 61,1 %     | 61,4 %       | 61,4 %     |

1 FWG/IG/BI – Vollständige Bezeichnung: Freie Wählergemeinschaft / IG Hochwasserschutz gegen unsoziale Zwangsbeiträge / Bürgerinitiative „Für eine lebenswerte Stadt Gefell“; 2009 und 2014 ohne BI „Lebenswerte Stadt“

### Bundespolitik
Gefell ist Teil des Bundestagswahlkreises Saalfeld-Rudolstadt – Saale-Holzland-Kreis – Saale-Orla-Kreis (194). Dieser wird im 21. Deutschen Bundestag durch den im Wahlkreis direkt gewählten Michael Kaufmann (AfD) sowie den ihre jeweiligen Landeslisten eingezogenen Diana Herbstreuth (CDU) und Mandy Eißing (Die Linke) vertreten.

### Bürgermeister
Bürgermeister ist seit 2009 Marcel Zapf. Er übernahm das Amt von Ulrich Schmidt (FWE).
| Wahl | Bürgermeister  | Vorschlag | Wahlergebnis (in %) |
| ---- | -------------- | --------- | ------------------- |
| 2021 | Marcel Zapf    | Zapf      | 95,3                |
| 2015 | Marcel Zapf    | VUB       | 96,9                |
| 2009 | Marcel Zapf    | VUB       | 56,6 (Stichwahl)    |
| 2003 | Ulrich Schmidt | FWE       | 67,4                |

### Wappen
Blasonierung: „In Silber ein viereckiger roter Turm mit blauem Kuppeldach.“ In Abdrücken des ältesten Stadtsiegels aus der Zeit um 1500 steht der Turm im damaszierten Feld. Der Wappenturm deutet wohl auf den aus dem 12. Jahrhundert stammenden Wehrturm der Stadtkirche hin.

### Städtepartnerschaften
| Die Gefeller Städtepartnerschaften (kursiv: Partnerschaft von Frössen) | Die Gefeller Städtepartnerschaften (kursiv: Partnerschaft von Frössen) | Die Gefeller Städtepartnerschaften (kursiv: Partnerschaft von Frössen) |
| ---------------------------------------------------------------------- | ---------------------------------------------------------------------- | ---------------------------------------------------------------------- |
| Stadtwappen von Gerlingen                                              | Gerlingen                                                              | Deutschland                                                            |
| Stadtwappen von Échenoz-la-Méline                                      | Échenoz-la-Méline                                                      | Frankreich                                                             |
| Ortswappen von Erlenbach bei Dahn                                      | Erlenbach am Berwartstein                                              | Deutschland                                                            |

## Kultur und Sehenswürdigkeiten
Der heutige Markt liegt direkt an der Bundesstraße 2 in der Nähe zum markanten Zwiebelturm der Stadtkirche „Unsere lieben Frauen“. Mittelpunkt des Marktes bildet der Springbrunnen von 1833, der 2012 mit Spenden aus dem benachbarten Hirschberg restauriert wurde, sowie eine alte „Friedenseiche“. Am Markt steht das Gefeller Rathaus im architektonischen Zustand von 1860. Neben der Stadtverwaltung und dem Rathaussaal wurde bis etwa 2000 der Ratskeller betrieben. Im Nebengebäude war bis 1990 der städtische Bauhof und die Feuerwehr untergebracht und ist mittlerweile Sitz der Stadtbibliothek.
Auf dem Friedhof des Ortsteils Langgrün befinden sich die Grabdenkmale von elf durch SS-Männer ermordeten Häftlingen eines Todesmarsches, der vom KZ Buchenwald nach dem KZ Flossenbürg durch die Gemarkung des Ortes führte. Im Ortsteil Mödlareuth befindet sich eine Gedenkstätte zur deutsch-deutschen Teilung; das Dorf war durch eine Mauer geteilt.
Das Dreiländereck mit dem Drei-Freistaaten-Stein ist seit 2007 als Kulturdenkmal neu gestaltet worden.

## Wirtschaft und Infrastruktur
In der Tontechnik steht der Begriff Gefell für die Mikrofone, die seit dem Zweiten Weltkrieg in Gefell gefertigt wurden.
Aufgrund des Krieges verlegte die Firma Georg Neumann & Co. ihren Firmensitz von Berlin nach Gefell. Nach dem Krieg nahm die Georg Neumann GmbH ihre Fertigung in West-Berlin wieder auf (seit 1991 zu Sennheiser), der Betrieb in Gefell blieb aber bestehen und produzierte weiter unter dem Namen Georg Neumann & Co., ab 1972 unter dem Namen VEB Mikrofontechnik Gefell. Das jetzt als Microtech Gefell GmbH bezeichnete Unternehmen konnte sich mit seinen hochwertigen Produkten am Markt behaupten.
Die landwirtschaftliche Produktion bestimmte im Gefeller Raum die Wirtschaft. Sowohl in der Zeit vor Gründung der LPG als auch danach wurden auf Grund der natürlichen Bedingungen gute Erträge erzielt. Der Boden mit seinem hohen Feinerdeanteil und Humusgehalt sowie die natürlichen Klimabedingungen im Schleizer Oberland waren und sind Voraussetzung für stabile Erträge in der Feld- und Viehwirtschaft.
Im eingemeindeten Dorf Dobareuth befand sich bis zur Bodenreform nach dem Zweiten Weltkrieg ein Staatsgut, das 203 Hektar Land bewirtschaftete. Pächter war der Diplomlandwirt Max Heydemann. Das Gut wurde bei der Bodenreform auf Umsiedler und kleinere Bauern aufgeteilt.

## Verkehr

### Schienenverkehr

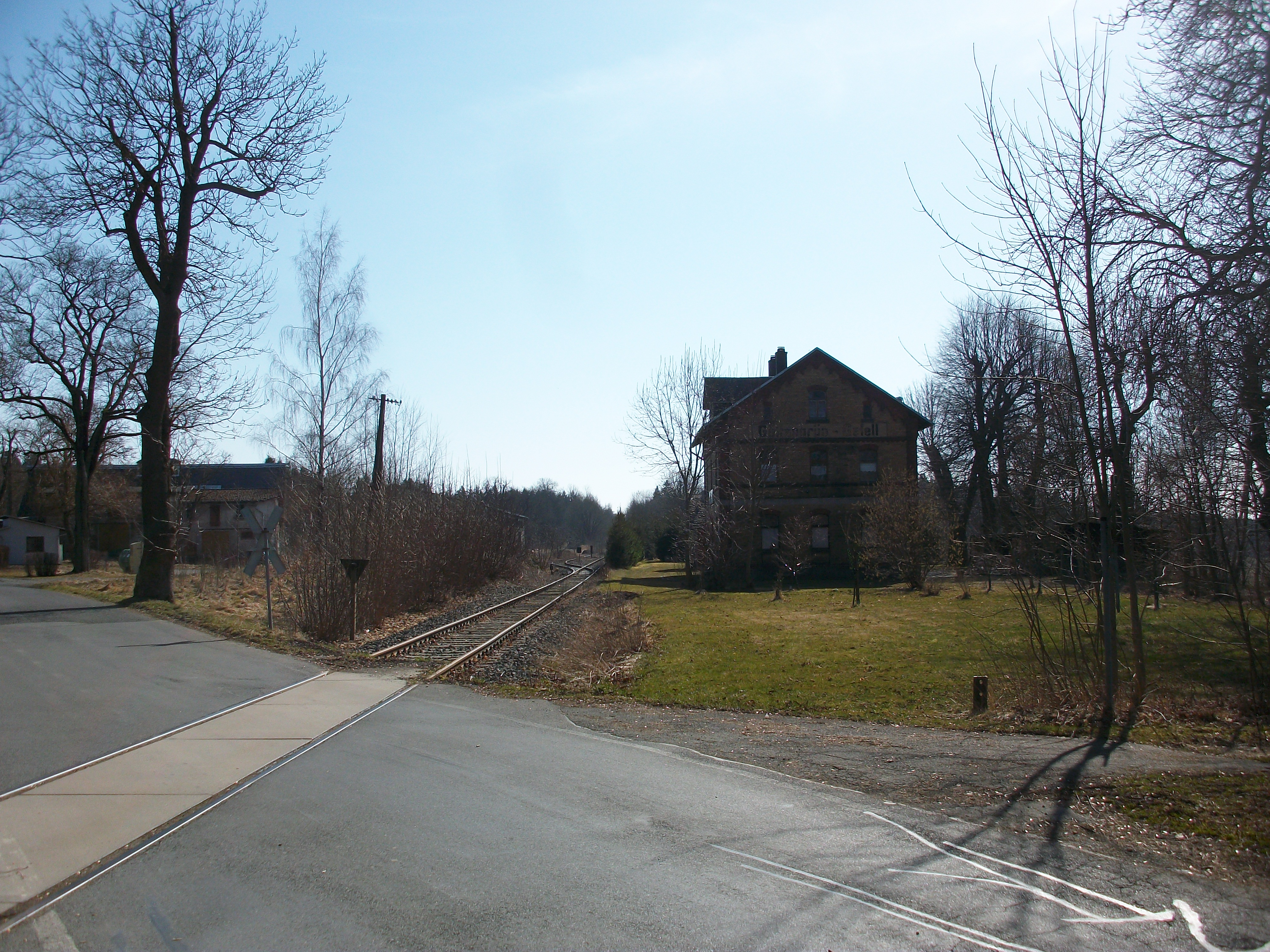
Haltepunkt Göttengrün-Gefell (2022)

Der Haltepunkt Göttengrün-Gefell, im namensgebenden Ortsteil Göttengrün gelegen, befindet sich an der Bahnstrecke Schönberg–Hirschberg, die allerdings im Personenverkehr nicht mehr betrieben wird. Nahegelegene Bahnhöfe mit regelmäßigem Verkehr sind die Bahnhöfe in Gutenfürst (Sachsen), Feilitzsch (Bayern), Bad Lobenstein (Saale-Orla-Kreis) und der Hauptbahnhof in Hof (Bayern). Mit nur wenigen Fahrten am Tag werden die Stationen in Grobau und Reuth bedient.

### Straßenverkehr
Gefell sowie der Ortsteil Dobareuth liegen an der Bundesstraße 2, die sich durch das gesamte Gebiet der ehemaligen DDR und Bayern zieht. Am Kreisverkehr im etwa 20 km nördlich von Gefell gelegenen Heinrichsruh geht die Bundesstraße in die Landesstraße 3002 über, um in Gefell wieder den Status einer Bundesstraße aufzunehmen. Die B 2 stellt Verbindungen von Gefell mit der Bundesautobahn 72 und Hof im Süden und mit Schleiz und Gera im Norden her. Im Gesamtverlauf gelangt man so über Leipzig und Berlin bis nach Stettin in Polen, beziehungsweise über Bayreuth, Nürnberg, Augsburg und München, weiter über Garmisch-Partenkirchen nach Scharnitz an der Grenze zu Österreich.

Gefell ist außerdem das östliche Ende der Bundesstraße 90, die die Stadt mit Rudolstadt und Stadtilm verbindet. Über sie ist die westlich der Stadt gelegene Bundesautobahn 9 zu erreichen.

### Öffentlicher Nahverkehr
Seit Ende 2020 sind der Saale-Orla-Kreis und damit auch Gefell Teil des Verkehrsverbunds Mittelthüringen (VMT). Die Kernstadt Gefell sowie die Ortsteile Dobareuth, Gebersreuth, Göttengrün, Haidefeld und Mödlareuth liegen in der Tarifzone 482, während die Ortsteile Blintendorf, Frössen und Langgrün in der Tarifzone 483 liegen. Straßenreuth verfügt über keinen Nahverkehrsanschluss.
Im Rahmen der Eingliederung des Landkreises und der Stadt Hof in den Verkehrsverbund Großraum Nürnberg (VGN) Anfang 2024 wurde die bisherige Linie 155 zur Linie 1566 umgewandelt.
| Linie | Betreiber                         | Verkehrsverbund | Linienverlauf                                 |
| ----- | --------------------------------- | --------------- | --------------------------------------------- |
| 1566  | KomBus Verkehrsbetriebe Bachstein | VMT VGN         | Schleiz – Gefell – Töpen – Hof                |
| 163   | KomBus                            | VMT VVV         | Hirschberg – Gefell – Tanna – Plauen          |
| 710   | KomBus                            | VMT             | Schleiz – Gefell – (Gebersreuth) – Hirschberg |

## Söhne und Töchter des Ortes
- Ferdinand Fischer (Politiker, August 1840) (1840–1934), deutscher Gastwirt und Politiker, MdL Reuß